# Universidad de Northumbria
La Universidad de Northumbria (en inglés: Northumbria University), legalmente Universidad de Northumbria en Newcastle (en inglés: University of Northumbria at Newcastle) es una universidad situada en Newcastle upon Tyne, en el Nordeste de Inglaterra, que obtuvo el estatus de universidad en 1992.

## Historia
La Universidad de Northumbria tiene su origen en tres colleges de Newcastle: el Rutherford College of Technology, fundado por John Hunter Rutherford en 1880 y abierto formalmente en 1894 por el Duque de York (que más tarde sería el Rey Jorge V del Reino Unido), el College of Art & Industrial Design y el Municipal College of Commerce.

### Politécnica de Newcastle
En 1969, los tres colleges se unieron para formar la Politécnica de Newcastle. La Politécnica se convirtió en el principal centro regional para la formación de profesores con la creación del City College of Education en 1974 y el Northern Counties College of Education en 1976.

### Estatus de universidad
En 1992, la Politécnica de Newcastle se reconstituyó como la nueva Universidad de Northumbria, como parte de un proceso nacional por el que las politécnicas se convirtieron en nuevas universidades. Su nombre inicial, y aún oficial, fue «Universidad de Northumbria en Newcastle» (University of Northumbria at Newcastle), pero su nombre comercial se simplificó a Universidad de Northumbria (Northumbria University) en 2002. En 1995, se le transfirió la responsabilidad de la educación de profesionales de la salud, hasta entonces dependiente del Servicio Nacional de Salud.

## Campus

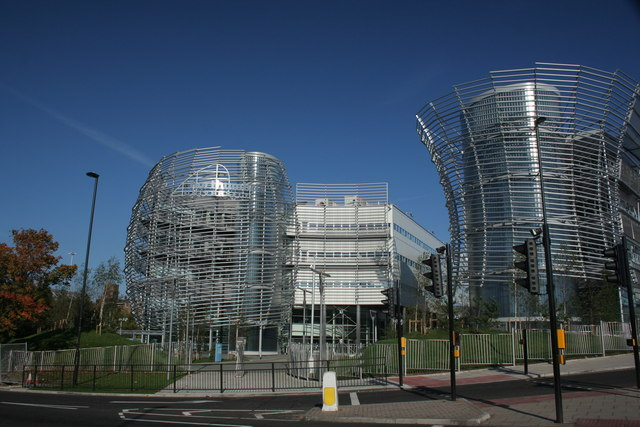
City Campus East.

La universidad tiene dos grandes campus situados en Newcastle y uno en Londres. El City Campus, situado en el centro de Newcastle upon Tyne, está dividido en el City Campus East y el City Campus West por la autopista central de la ciudad, y unido por un puente de 4 millones de libras inaugurado oficialmente en 2008 por el entonces Ministro de Estado de Comercio e Inversiones, Digby Jones.

### City Campus
El City Campus East es sede de las escuelas de derecho, diseño, y la Newcastle Business School (NBS). La NBS y derecho están en un mismo edificio, mientras que la Escuela de Diseño está al otro lado de la calle.
El City Campus East, diseñado por Atkins, fue inaugurado en septiembre de 2007, y recibió premios del periódico The Journal y el Low Carbon New Build Project of the Year.
El City Campus West es sede de las escuelas de arte y ciencias sociales, ambiente natural y construido, computación, ingeniería y ciencias de la información y ciencias de la vida. También se encuentran en este campus la biblioteca de la universidad, el edificio de la Unión de Estudiantes y Sport Central, una instalación deportiva de 31 millones de libras para estudiantes, personal y otros miembros de la comunidad, inaugurado en 2010.

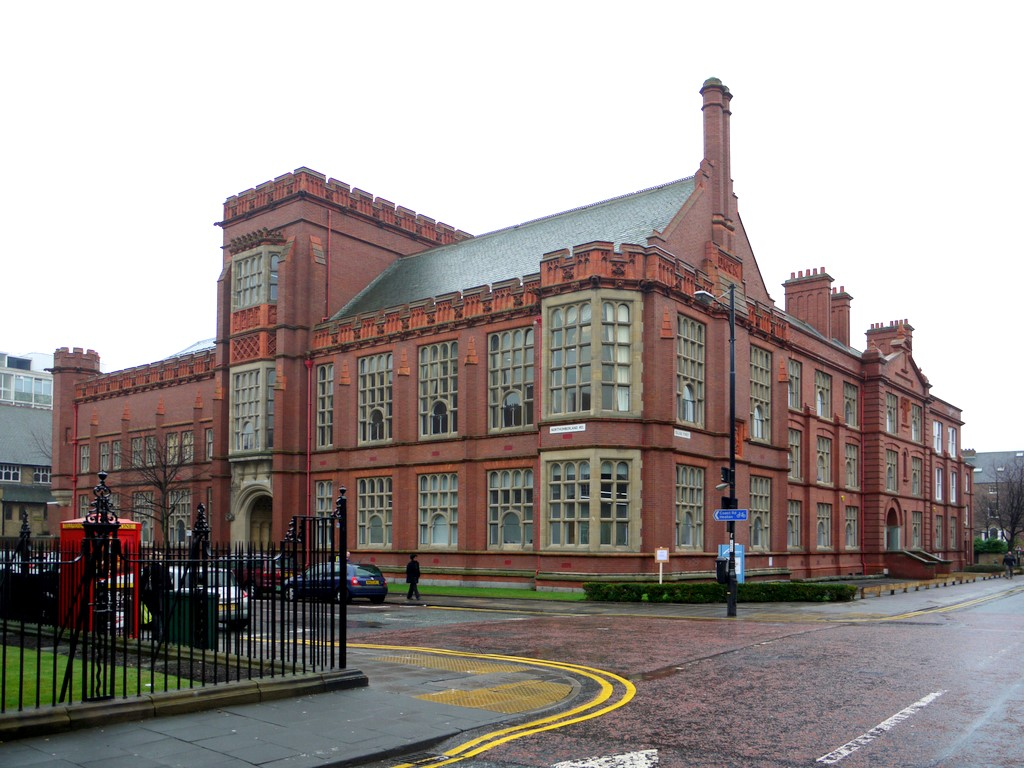
El Edificio Sutherland.

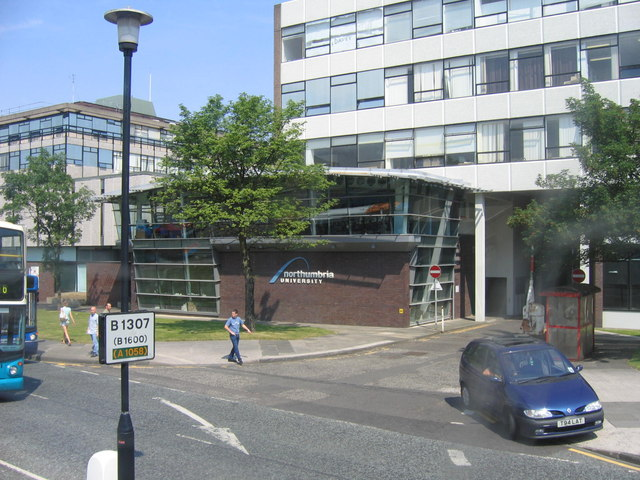
Vista de Sandyford Road, al otro lado del Centro Cívico de Newcastle.

El Edificio Sutherland, anteriormente la Escuela de Medicina de la Universidad de Durham, que además actuó como almacén naval durante la Segunda Guerra Mundial y como Escuela de Odontología de la Universidad de Durham (1945-78) es sede de los departamentos administrativos, incluyendo finanzas y planificación y recursos humanos, utilizando el espacio libre que dejó la Escuela de Derecho al trasladarse al City Campus East.
El edificio de la Unión de Estudiantes, en el City Campus West, sufrió una remodelación millonaria con un nuevo vestíbulo e instalaciones recreativas y un bar y cafetería reamueblado, en verano de 2010.
En septiembre de 2016, la universidad incorporó el Edificio Sandyford de la Universidad de Newcastle.
En 2018, se construyó un edificio de 7 millones de libras para ciencias de la computación y de la información en el City Campus West, ocupando el lugar del demolido Rutherford Hall.

### Coach Lane
La universidad dispone de un segundo campus, situado a 4 km a las afueras de Newcastle, en Coach Lane, conocido como Coach Lane Campus, en Cochrane Park cerca de la A188. Está en el ward de Dene, cerca de Longbenton y del Tyneview Park, una gran oficina del Departamento de Trabajo y Pensiones.

El Coach Lane Campus es sede de la Escuela de Salud, Comunidad y Estudios de Educación. Tiene además servicios de computación y de biblioteca, su propia Unión de Estudiantes e instalaciones deportivas, incluyendo canchas cubiertas, sala de fitness, campos de rugby y de fútbol exteriores y una cancha iluminada. Existe un autobús gratuito entre ambos campus.

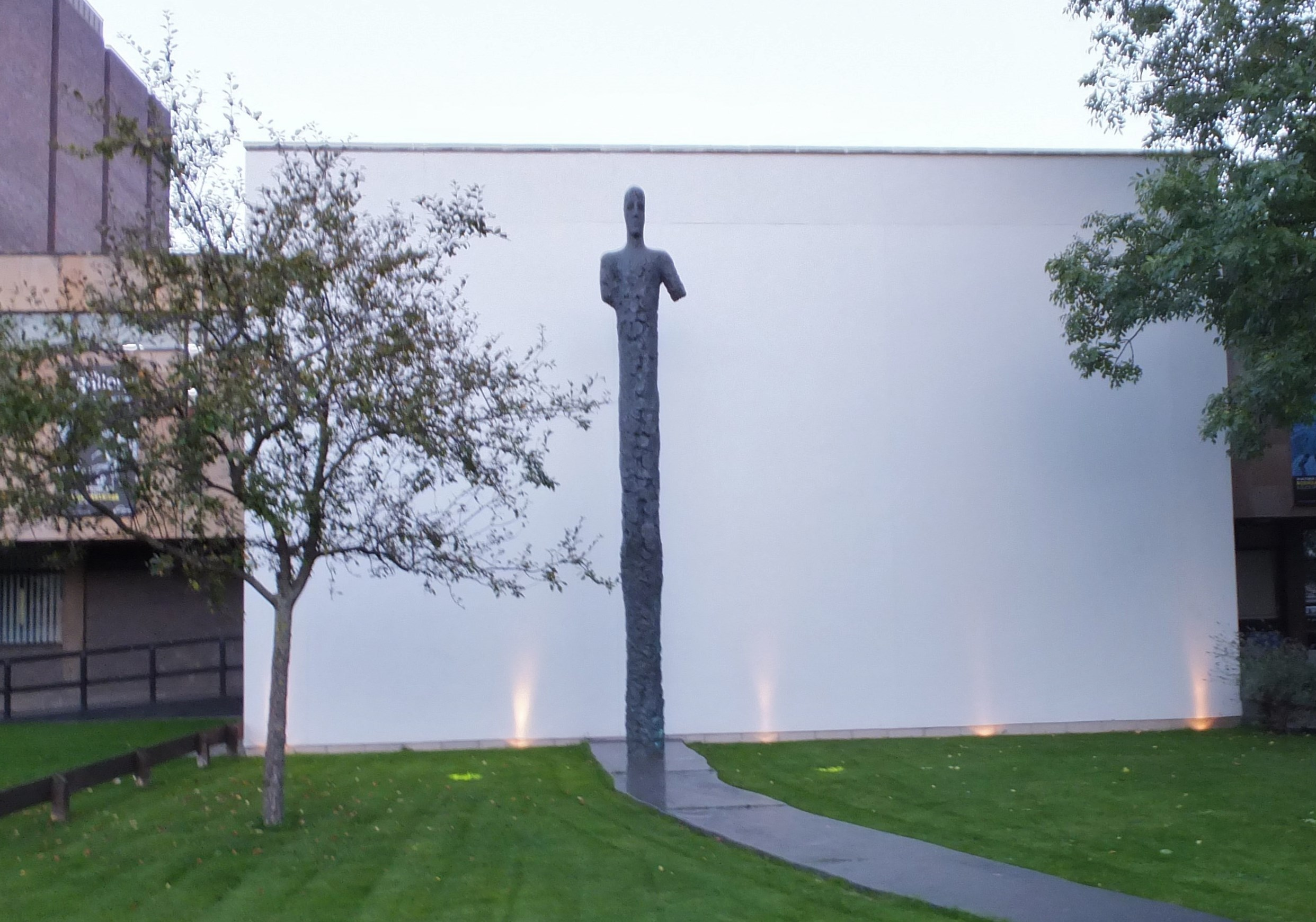
Escultura «Pillar Man»
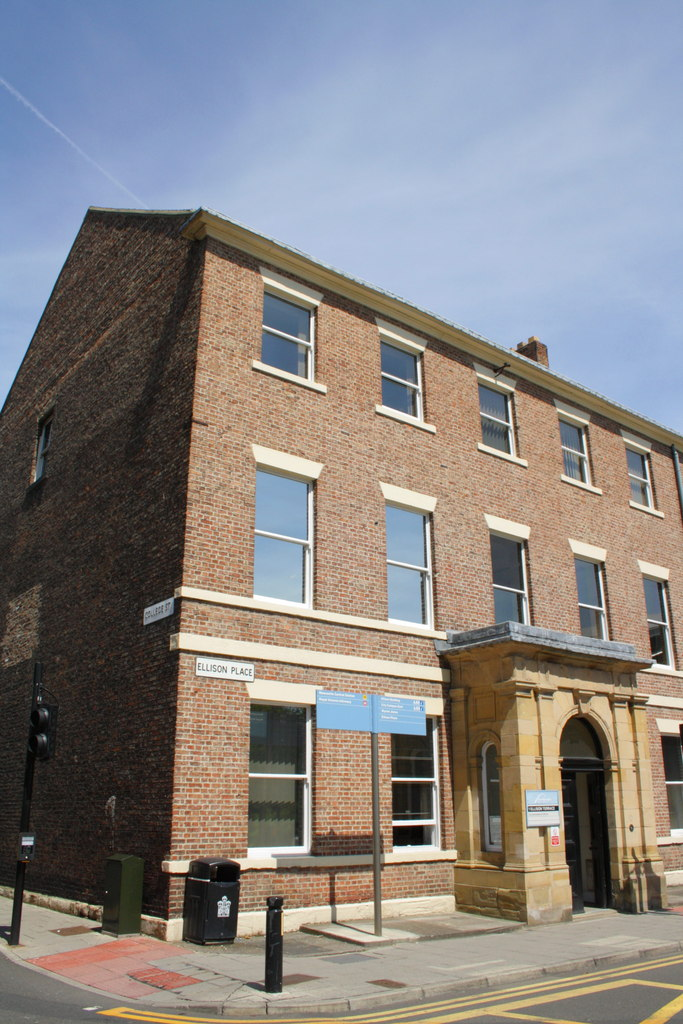
Registro Académico
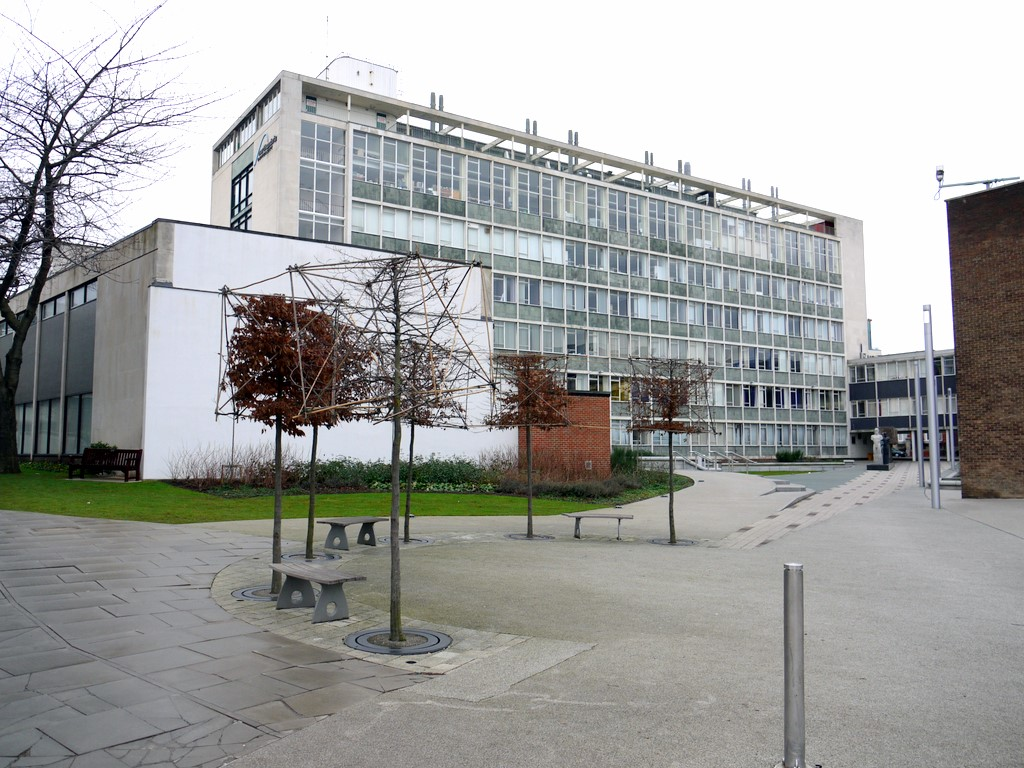
Edificio Ellison
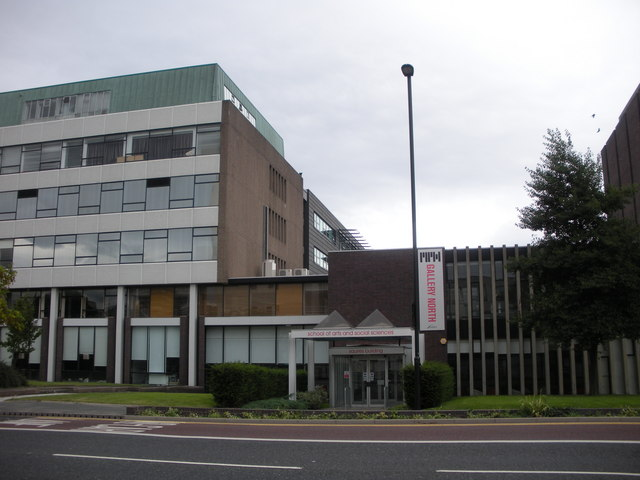
Escuela de Artes y Ciencias Sociales
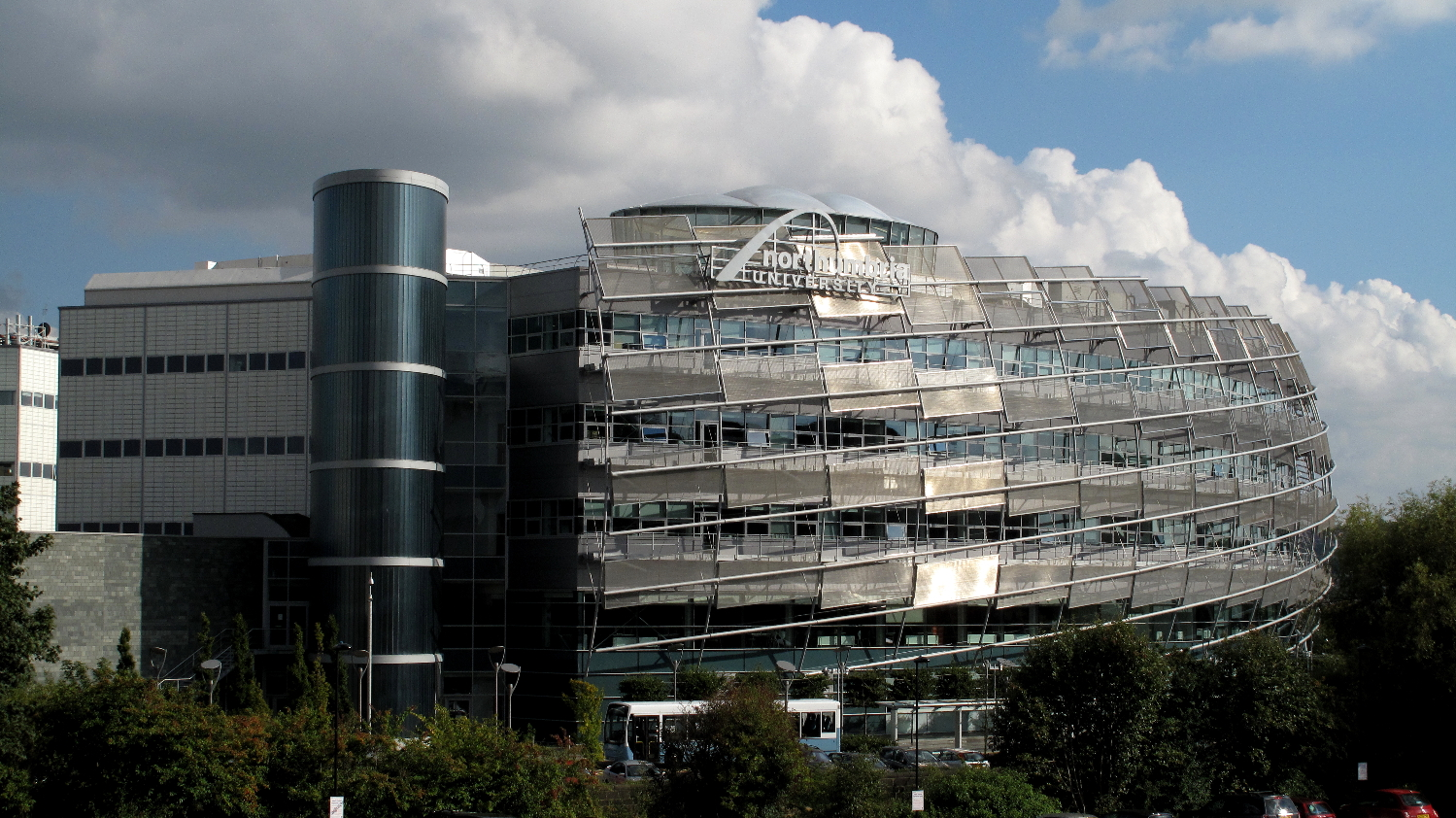
Edificio de Derecho y Finanzas

### London Campus
El London Campus ofrece programas a tiempo completo o parcial, centrados en materias como finanzas, computación, tecnología o gestión de proyectos.

## Organización y estructura

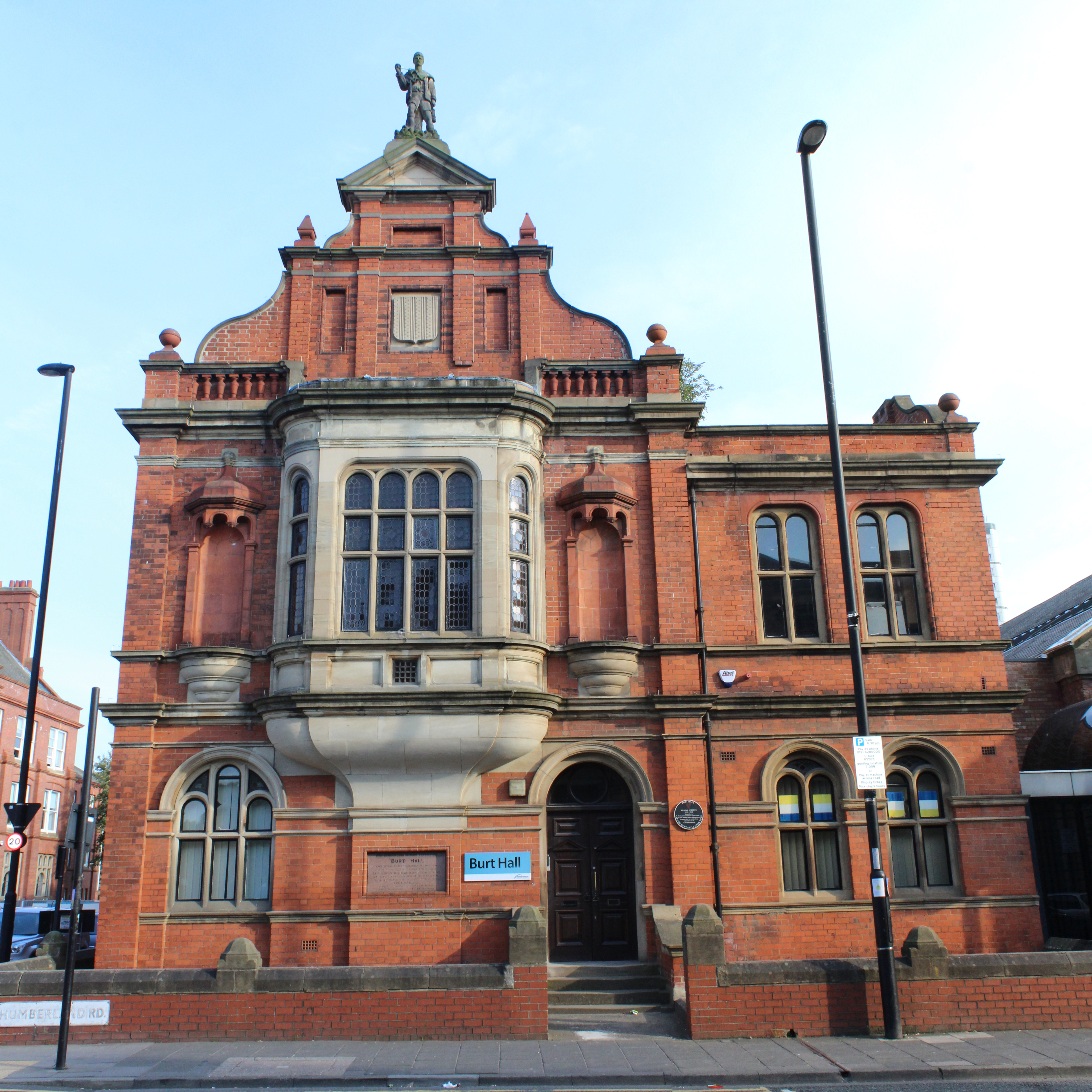
Burt Hall.

Northumbria se describe como una universidad diversificada, ofreciendo 30 de las 32 disciplinas académicas elegidas más frecuentemente en Reino Unido. Se especializa en derecho y finanzas, arte y diseño, computación, ciencias ambientales, ambiente construido, salud, ciencias del deporte y psicología y formación del profesorado.
Northumbria ofrece también cursos clínicos en derecho acreditados por la Law Society y el Bar Council. Estos permiten a los graduados entrar directamente a la profesión. La Student Law Office es una empresa de educación legal clínica, donde los estudiantes de derecho participan en un esquema de asesoramiento legal y representación de clientes reales, bajo la supervisión de abogados practicantes.
La Universidad de Northumbria da empleo a más de 3200 personas y ofrece aproximadamente 500 programas de estudio a través de sus facultades:
- Facultad de Artes, Diseño y Ciencias Sociales
- Facultad de Finanzas y Derecho
- Facultad de Ingeniería y Medio Ambiente
- Facultad de Salud y Ciencias de la Vida

Northumbria University Press es su editorial universitaria, fundada en 2002. Tiene su sede en Newcastle upon Tyne y publica distintas clases de libros, incluyendo publicaciones sobre lingüística, fotografía, biografías, viajes y música.

## Perfil académico

### Investigación

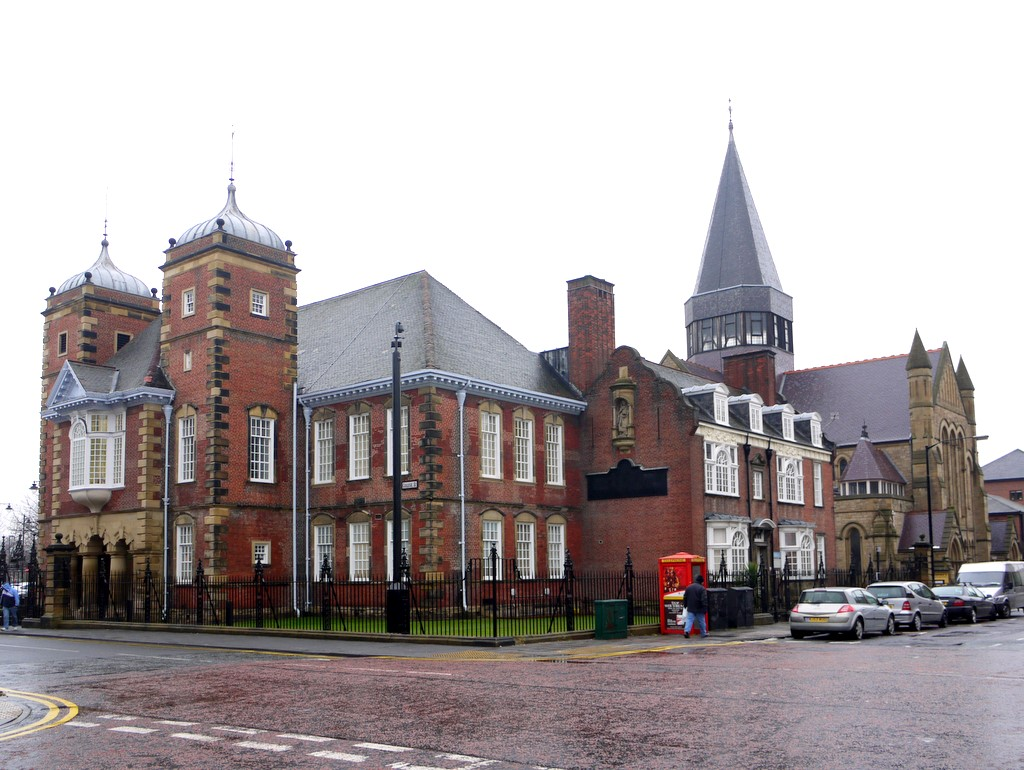
Antigua Dame Allan's School.

En el Research Assessment Exercise de 2008, una pequeña porción de investigación en nueve de las doce áreas propuestas fue descrita como «líder mundial». En la edición de 2014, Northumbria estaba entre las 50 universidades con mayor potencia investigadora y era la universidad que más rápido había subido en la lista.

### Reputación y clasificaciones
Bajo el mandato del vicecanciller Andrew Wathey, la Universidad de Northumbria se mantuvo entre los puestos 48 y 60 en las Guardian University League Tables durante toda la década de 2010.
El Times Higher Education Supplement's World University Ranking coloca a Northumbria en el rango 351-400 a nivel mundial.
En el Research Excellence Framework de 2014, los campus de salud, odontología, enfermería y farmacia, humanidades y artes fueron los que obtuvieron mejor valoración.

### Accidente de pruebas de 2017
En 2017, la universidad recibió una multa de 400000 libras tras un experimento de ciencias del deporte en el que los voluntarios recibieron cien veces la dosis segura. Dos estudiantes voluntarios en un estudio sobre los efectos de la cafeína recibieron una dosis de 30 gramos en lugar de 0.3 gramos debido a que los investigadores realizando el experimento calcularon la dosis con la calculadora de un teléfono móvil y malinterpretaron el punto decimal. Ambos fueron hospitalizados y uno de ellos reportó pérdida de memoria a corto plazo. En el juicio se concluyó que la universidad no había formado correctamente a su personal en seguridad y no había llevado a cabo una valoración de riesgos adecuada, y que la dosis estaba por encima del umbral que conlleva riesgo de muerte.

## Vida estudiantil
La Unión de Estudiantes de Northumbria es la organización que representa a los estudiantes en la universidad. Está considera una organización benéfica exenta de registro, y está dirigida por cinco representantes de los estudiantes y un consejo estudiantil de 19 miembros.

El edificio de la asociación contiene varias instalaciones para la socialización de los estudiantes en un ambiente seguro, incluyendo un bar y cafetería.
En 2011, la Unión de Estudiantes de Northumbria recibió el premio de la National Union of Students a la mejor asociación de estudiantes de educación superior.
In 2016, recibió el premio de la National Union of Students a las oportunidades estudiantiles y fue finalista al premio a la educación.